# Combate de Carora
El combate de Carora (23 de marzo de 1812) fue un enfrentamiento militar librado durante la expedición del capitán de fragata Domingo de Monteverde, quien venció a las fuerzas republicanas y se hizo con la villa.

## Antecedentes
El 8 de febrero de 1812, desembarcó en La Vela de Coro el capitán de fragata Domingo de Monteverde con una compañía de marina compuesta por 3 oficiales y 120 soldados. Con la confianza y el apoyo del coronel José Ceballos, gobernador de Coro, partió el 10 de marzo con el sacerdote Andrés Torrellas y 200 hombres con rumbo a Siquisique. El 15 de marzo, el capitán Juan de los Reyes Vargas estalló una rebelión que le permitió entrar pacíficamente en el pueblo dos días después, donde reclutó más hombres y decidió seguir al centro del país, a Baragua, donde llega el 19 de marzo. Monteverde reclutó 400 a 500 hombres de Siquisique, Moroturo, San Miguel y Río de Tocuyo, pero tenía pocas armas y municiones para darles, 500 y 11.000 respectivamente.

## Combate
Después de consultar a los monárquicos de Siquisique, se enteró de que había partidarios de su causa en Carora y decidió avanzar a ese pueblo. Además, sus propios hombres deseaban avanzar contra la localidad. A las 06:00 horas del 23 de marzo, Monteverde llegó de forma sorpresiva, justo cuando el comandante de su guarnición estaba enfermo. En efecto, el comandante republicano Manuel Felipe Gil estaba en cama. Los defensores eran unos 700, de los que destacaban 300 regulares dirigidos por un oficial europeo llamado Manuel Marín, quien murió en el combate. El resto de la tropa eran bisoños que huyeron a los primeros tiros. A las 07:30 los republicanos huían dispersados.
Monteverde se hizo con 89 prisioneros, 7 piezas de artillería, 150 fusiles y muchas municiones y la ciudad de Carora fue saqueada inmediatamente. Entonces empezó a planificar avanzar contra Barquisimeto, Tocuyo y Trujillo, para lo que solicitó con urgencia a Coro 400 a 500 refuerzos.

## Consecuencias
Un evento inesperado sucedió el Jueves Santo, 26 de marzo, un terremoto que arrasó el país. Ese día muchas unidades estaban formadas en trajes de gala a las entradas de los templos o en sus cuarteles, en Barquisimeto gran parte de la unidad que iba a enfrentar a Monteverde acabó sepultada y el coronel Diego Jalón fue herido. Una división quedó sepultada con sus armas y municiones. Según el historiador venezolano Rafael María Baralt fueron 1.500 los soldados muertos, según su colega colombiano José Manuel Restrepo fueron 1.000, y según su colega venezolano Nicolás González Chávez 1.300. En el cálculo de Baralt se suman los soldados que había en San Felipe; también menciona que se perdieron otros 800 hombres en Caracas y muchos más en La Guaira por el desastre. Mariano Torrente afirma que los realistas tenían 1.000 hombres bien atrincherados en Barquisimeto, lo que atemorizó a Ceballos, quien le escribió a Monteverde pidiéndole que se retirara, pues también había rumores que justo se habían reunido 1.500 a 2.000 hombres en Valencia para ser enviados a Barquisimeto. Estas noticias se probaron falsas con el terremoto.
El primer impulso del capitán de fragata fue regresar a Maracaibo, pero al enterarse del desastre y caos que reinaba en Caracas, decidió avanzar. El 31 de marzo, los habitantes de Barquisimeto juraron lealtad al rey por el sermón de un sacerdote que aseguraba que el desastre natural fue un castigo divino por el pecado de proclamar la independencia. En Yaritagua, Tocuyo y otros pueblos vivieron experiencias similares.
Así, el 2 de abril, la vanguardia realista formada por 200 soldados a cargo del capitán Francisco Mármol entró en Barquisimeto, ciudad evacuada por Jalón. Se capturaron 7 cañones, 600 tiros de artillería, fusiles, balas y 50 tiendas de campaña, material muy útil para los monárquicos. Cinco días después tomó Cabudare y sus avanzadillas derrotaron a Juan Manuel Valdez en Yaritagua, quien debe retirarse de sus posiciones a San Felipe. El día 18 el capitán Mármol ocupa Araure, sorprendiendo y capturando al coronel Florencio Palacios, y el 25 de abril se da el combate de Los Colorados. Al poco tiempo, las provincias de Barinas, Mérida y Trujillo proclamaron su lealtad al gobierno realista.